# الثلث التحتاني (السفلات)
الثلث التحتاني هي إحدى مشيخات المملكة المغربية، تتبع جغرافيا لإقليم الرشيدية وإداريًا لالسفلات. يقدر عدد سكانها بـ 3052 نسمة حسب الإحصاء الرسمي للسكان والسكنى لسنة 2004.